# Passiv (regnskab)
 For alternative betydninger, se Passiv. (Se også artikler, som begynder med Passiv)
Passiverne udviser indenfor regnskabsvæsen kapitalfremskaffelsen og kan underopdeles i egenkapital (det ejerne har indskudt og overskud, som ikke er hævet) og forpligtelser (det virksomheden har lånt).
Passiverne indgår i balancen, hvor de er modsætningen til aktiverne, og opdeles normalt i:
- Egenkapital
- Hensættelser til forpligtelser
- Fremmedkapital (gæld)

Uden for balancen (ikke medregnet) redegøres for eventualforpligtelser.
Det engelske modsvar (liability) inkluderer dog ikke egenkapitalen.